# Diocesi di Cuma
La diocesi di Cuma (in latino Dioecesis Cumana) è una sede soppressa e sede titolare della Chiesa cattolica.

## Storia
Cuma fu sede di un'antica diocesi della Campania. La presenza cristiana nella città è molto antica e tracce della penetrazione della nuova religione nel territorio si possono rinvenire nel Pastore di Erma, scritto nella seconda metà del II secolo: l'autore narra che in Cuma gli apparve una donna, identificata poi con la Chiesa, che gli consegna un testo da leggere ai presbyteroi della comunità cumana.
Secondo tradizioni locali, ma che non hanno una certezza storica, alla comunità cumana è legata la memoria di due santi martiri: san Massimo e santa Giuliana. Le loro reliquie erano certamente custodite nella cattedrale diocesana, dedicata proprio a san Massimo, e da qui trasferite a Napoli dall'ultimo vescovo cumano Leone quando la città fu distrutta nel 1207.
La cattedrale fu edificata ristrutturando e riadattando il tempio di Giove, sulla sommità dell'acropoli cumana. Scavi archeologici condotti all'inizio del XX secolo hanno permesso di scoprire una lapide che, oltre alla menzione del vescovo Giulio, fino a quel momento ignoto, ha permesso di identificare con certezza le strutture con la cattedrale cumana e la sua dedica a san Massimo.
Primo vescovo di Cuma potrebbe essere Massenzio, menzionato negli Acta di san Massimo. Il primo documentato storicamente è Adeodato, che partecipò nel 465 al sinodo romano indetto da papa Ilario.
Tra i successori di Adeodato, viene ricordato in particolare Miseno. Inviato come legato dell'Antipapa Felice II a Costantinopoli nel 483/484, strinse amicizia con il patriarca Acacio. Richiamato a Roma venne deposto e scomunicato. Nel 495 fu riabilitato e reintegrato nel suo incarico episcopale; in questa veste partecipò a due sinodi romani di papa Simmaco. Morì nel 511, come attestato dalla sua lapide sepolcrale, conservata a Pozzuoli.
Alla morte del vescovo Liberio, papa Gregorio Magno affidò la diocesi in amministrazione a Bennato, vescovo di Miseno, e poi, dal 593 circa, unì le due sedi. Di certo Cuma e Miseno rimasero unite per tutta la durata dell'episcopato di Bennato († 599).
La diocesi ebbe termine quando Cuma fu interamente distrutta all'inizio del XIII secolo, essendo divenuta teatro di guerre tra Svevi e napoletani. Numerosi cumani fuggiaschi trovarono ospitalità a Giugliano, insieme con il clero e il capitolo cattedrale, trasferendovi anche il culto di San Massimo e Santa Giuliana. Il territorio diocesano venne unito a quello di Aversa, mentre gran parte delle reliquie e dei tesori della sede episcopale furono traslati a Napoli. Non esiste un atto formale di soppressione della diocesi; tuttavia, ancora nel XIII e XIV secolo le decime nella diocesi di Aversa venivano raccolte secondo l'antica appartenenza territoriale delle chiese (per esempio: in atellano diocesis aversane, oppure: in cumano diocesis aversane).
Dal 1970 Cuma è annoverata tra le sedi vescovili titolari della Chiesa cattolica; dal 17 novembre 1986 il vescovo titolare è Julio María Elías Montoya, O.F.M., già vicario apostolico di El Beni.

## Cronotassi

### Vescovi
- San Massenzio † (III-IV secolo)
- Adeodato † (menzionato nel 465)
- Miseno (o Menseno o Celio Miseno) † (prima del 483/484 - 11 gennaio 511 deceduto)
- Liberio † (? - 591 o 592 deceduto)
  - Sede unita a Miseno
- Barbato † (menzionato nel 649)
- Pietro † (menzionato nel 680)
- Giulio † (metà del IX secolo)[5]
- Vitale † (menzionato nell'877)[6]
- Giovanni I † (menzionato nel 920 circa)
- Alberico † (prima metà dell'XI secolo)[7]
- Rainaldo † (prima del 1073 - dopo il 1078)[8]
- Giovanni II † (prima del 1134 - dopo il 1141)
- Gregorio † (menzionato nel 1187)[8]
- Leone † (menzionato nel 1207)

### Vescovi titolari
- Louis-Marie-Joseph de Courrèges d'Ustou † (2 settembre 1970 - 10 dicembre 1970 dimesso)
- Edoardo Pecoraio † (28 dicembre 1971 - 9 agosto 1986 deceduto)
- Julio María Elías Montoya, O.F.M., dal 17 novembre 1986